# Giuseppe Giordani
Giuseppe Tommaso Giovani Giordani zvaný Giordanello (19. prosince 1751, Neapol – 4. ledna 1798, Fermo, Marche, Itálie) byl italský hudební skladatel.

## Život
Narodil se v Neapoli 19. prosince 1751. Jeho rodiče byli Domenico Giordani a Anna Maria Tosato. Studoval na neapolské konservatoři Conservatorio di Santa Maria di Loreto u Gennaro Manna, Antonia Sacchiniho, Pietra Antonia Galla a Fedele Fenaroliho. V roce 1774 se stal pomocníkem kapelníka v neapolské katedrále (Cattedrale di Santa Maria Assunta) a vedle toho vyučoval hudbu. 25. května 1779 se oženil se zpěvačkou Emanuelou Cosmi zvanou Positanella.
Jako operní skladatel debutoval na podzim roku 1779 na scéně divadla Teatro della Pallacorda ve Florencii operou Epponina a ještě téhož roku měla v Modeně premiéru jeho další opera Demetrio na text Pietra Metastasia. Obě opery měly u obecenstva úspěch.
V roce 1780 se stal členem Filharmonické akademie v Modeně (Accademia Filarmonica di Modena) a také v Parmě. Vrátil se do Neapole a záhy si získal znamenitou pověst jako skladatel komických oper a baletů.
14. února 1789 se stal varhaníkem a kapelníkem v katedrále ve Fermu (Cattedrale metropolitana di Santa Maria Assunta in Cielo). Od té doby omezil svou činnost operího skladatele a cele se věnoval chrámové hudbě. Jeho poslední opera Ines de Castro měla premiéru v roce 1793 v době karnevalu v divadle Teatro La Fenice v Benátkách.
Giuseppe Giordani zemřel ve Fermu 4. ledna 1798 ve věku 46 let.

## Dílo
Giordani zkomponoval více než 30 oper, několik oratorií a mnoho instrumentálních a chrámových skladeb. Nejznámější skladbou je píseň Caro Mio Ben, kterou zpívaly a zpívají celé generace profesionálních i amatérských zpěváků. Poslední výzkumy však naznačují, že jejím autorem byl spíše Tommaso Giordani.

### Opery
- L'astuto in imbroglio (1771 Pisa?)
- Epponina (1779 Florencie)
- Il Demetrio (1780 Modena)
- La Nitteti (1780 Livorno)
- Gl'inganni scambievoli (1781 Řím)
- La fiera di Brindisi (1781 Neapol)
- Lo sposo di tre, e marito di nessuna (1781 Neapol)
- Il convito (1782 Neapol)
- La principessa di Tingi (1782 Neapol)
- La vendemmia, ossia La contadina impertinente (1782 Neapol)
- Elpinice (1781 Bologna)
- Ritorno d'Ulisse (1782 Mantova)
- L'Acomate (1783 Pisa)
- Erifile (1783 Bergamo, Janov)
- Pizarro nell'Indie (1784 Florencie)
- Tito Manlio (1784 Janov)
- La vestale (1785 Bologna)
- Osmano (1785 Bergamo)
- L'impegno, ossia Chi la fa l'aspetta (1786 Řím)
- Ifigenia in Aulide (1786 Řím)
- Fernando nel Messico (1786 Řím)
- Alciade e Telesia (1787 Řím)
- Il rippieghi fortunati (1787 Řím)
- Ariarate (1788/9 Turín)
- Caijo Ostilio (1788 Faenza)
- Il Corrivo (1788 Napoli)
- Scipione (1788 Ferrara)
- I tre fratelli ridicoli (1788 Řím)
- La disfatta di Dario (1789 Milán)
- Cajo Mario (8.1789 Lodi)
- Don Mitrillo contrastato (1791 Benátky)
- Medonte, re di Epiro (1791 Řím)
- Atalanta (1792 Turín)
- Ines de Castro (1793, Benátky)

### Oratoria
- Le tre ore di agonia di N. S. Gesù Cristo
- Passio per il Venerdi Santo
- La morte di Abele (1790)
- La distruzione di Gerusalemme (1791)
- Il ritorno delle sacre reliquie della vergine e protomartire Sant' Agata (1783)
- Isacco figura del Redentore (1794)
- Il figliuol prodigo (1795)
- La Betulia liberata (1796)

### Další skladby
- Canzoncine per i venerdì di marzo
- Caro mio ben, píseň
- Credo in A major
- Divertimento in F major pro housle a klavír
- Harpsichord Concerto
- Lamentazioni e Miserere.
- Tantum ergo I e II in mi bemolle maggiore
- Te deum in Si bemolle maggiore
- Veni sponsa Christi (antifona)